# Jan Nepomucen Umiński
Pour les articles homonymes, voir Uminski.
Jan Nepomucen Umiński, en français Jean-Népomucène Uminski, né le 5 février 1778 à Czeluścin (powiat de Gostyń) et mort le 15 juin 1851 à Wiesbaden en Allemagne, est un militaire polonais, général de brigade de l'armée du duché de Varsovie, héros de l'insurrection de 1830-1831 du royaume de Pologne contre le tsar et roi de Pologne Nicolas Ier. 

## Biographie
Il est issu d'une famille noble (blason Cholewa) de Grande-Pologne (Wielkoposka).

### L'insurrection de Kosciuszko (1794)
En 1794, âgé de 16 ans, il prend part à l'insurrection de Kosciuszko sous les ordres du général Antoni Józef Madaliński. 
Après l'échec de l'insurrection et le troisième partage de la Pologne (1795), la Grande-Pologne est annexée par la Prusse.

### La période napoléonienne (1806-1813)
En 1806, alors que la Prusse a été vaincue par la Grande Armée à Iéna (guerre de la Quatrième Coalition), il s'engage dans l'armée française auprès du général Exelmans, chef de l'avant-garde. Il constitue une garde d'honneur pour Napoléon, formée de Polonais issus de familles nobles ; placé à la tête de cette unité, il obtient un peu plus tard le grade de capitaine, avec lequel il participe aux batailles de Gdansk et de Tczewem. Blessé, il est fait prisonnier par les Prussiens, mais est libéré à l'époque des traités de Tilsit (juillet 1807). Il réintègre la cavalerie française et est promu commandant. 
Après la création du duché de Varsovie à Tilsit, il devient un des officiers de son armée, dont le commandant en chef est Joseph Antoine Poniatowski. Il participe à la campagne de 1809 contre l'Autriche (guerre de la Cinquième Coalition), à la suite de laquelle le territoire du duché s'agrandit considérablement. Commandant l'avant-garde du corps de Dombrowski, il est promu colonel durant cette campagne. La paix revenue, il met sur pied un régiment, le 10ème de Hussards. 
Durant la campagne de Russie en 1812, à la tête de ce régiment, puis d'une brigade, sous les ordres du général Montbrun, il prend part à la bataille de Smolensk le 17 août, puis, le 7 septembre, à la bataille de la Moskova, au cours de laquelle Montbrun est tué.
Après la retraite de Russie, promu général de brigade, il participe à la création à Cracovie d'un régiment de cavalerie légère, auquel il donne le nom de « Krakus » (fondateur légendaire de Cracovie). Durant la campagne de 1813 en Allemagne, il est présent à la bataille de Leipzig en 1813, mais y est blessé et de nouveau fait prisonnier.

### L'époque du royaume de Pologne (1815-1830)
En 1815, après que le congrès de Vienne a transformé le duché de Varsovie en royaume de Pologne, attribué au tsar Alexandre Ier, il entre très tôt dans l'armée du royaume, comme de nombreux officiers polonais de la Grande Armée, mais s'en retire en 1816 pour s'installer à Smolice, localité située dans le royaume de Prusse (Grand-duché de Posen). 
En 1820, il participe à la fondation à Poznań (Posen) de l'Union des faucheurs (Związek Kosynierów), créée à la suite de la dissolution de la Franc-maçonnerie nationale de Walerian Łukasiński. Le président de l'association est le général Stanislas Mielzynski ; Uminski est chargé des relations avec les militants de Varsovie. Parmi ses membres, on trouve aussi Ignacy Prądzyński et Ludwik Sczaniecki. En mai 1821, l'Association des faucheurs intègre la Société patriotique (Towarzystwo Patriotyczne) que Lukasinski a créée entre-temps.
L'Union des faucheurs est démantelée en 1826 et Uminski est condamné à 6 ans de prison par les autorités prussiennes.

### L'insurrection (novembre 1830-septembre 1831)
Apprenant le déclenchement de l'insurrection de novembre 1830, il s'évade de la prison de Głogów et rejoint l'armée polonaise comme simple soldat. Après que l'armée russe a lancé son offensive contre le royaume insurgé (4 février 1831), il participe à la première bataille de Wawer et à la bataille de Grochów (27 février). 
Le général Henryk Dembiński lui accorde le grade de capitaine. Il s'engage dans la cavalerie, et, en mars 1831, son unité traverse le Narew et remporte une bataille à Cowra. Il participe à la bataille d'Ostrołęka (25 mai), qui est un échec pour l'armée polonaise. 
Le 11 août 1831, alors que l'armée russe du général Paskevitch approche de Varsovie par l'ouest, le commandant en chef Jan Zygmunt Skrzynecki est relevé de ses fonctions par la Diète et remplacé (provisoirement) par le général Dembinski. Umiński est présent parmi les défenseurs de Varsovie, qui ne peuvent contenir l'armée russe les 6 et 7 septembre, mais réussissent à échapper à un encerclement complet.
Dans la nuit du 7 septembre, il suit l'armée, commandée par le général Rybinski, qui quitte Varsovie avec une grande partie des autorités civiles (Diète et ministres), pour s'établir dans la région de Plock et Modlin. Le 8, le président du gouvernement, le général Krukowiecki, capitule à Varsovie. Il est remplacé à Plock par Bonaventure Niemojowski, qui se place dans la perspective d'une négociation avec le commandement russe. Uminski fait partie d'un courant hostile à cette politique. 
Le 23 septembre, Rybinski est destitué et sa place offerte à Uminski, qui l'accepte. Puis constatant que l'armée polonaise n'est pas en état de combattre, il démissionne et quitte Plock. Le 25, Rybinski redevient commandant en chef et devient président du gouvernement, jusqu'au 9 octobre, date à laquelle il se réfugie en Prusse. 
Durant cette période de déroute, Uminski parvient à atteindre la France en février 1832.

### La période de l'exil
Après la défaite de l'insurrection, il émigre en France comme des milliers de ses compatriotes, formant ce qu'on appelle la Grande Émigration. À Paris, il fait partie des proches du prince Adam Jerzy Czartoryski, fondateur en 1832 de la Société littéraire polonaise, et leader du courant conservateur libéral au sein des réfugiés polonais. 
Par la suite, Uminski s'installe à Wiesbaden, où il meurt en 1851.